# Branchiostomidae
Piccola famiglia di animali  senza cranio. Si tratta principalmente di animali marini come l'anfiosso, abitanti in maggioranza nei mari tropicali.